# П'ар (грузинська літера)
П'ар (პარ, [par]) — п'ятнадцята літера грузинської абетки.
Приголосна літера. Вимовляється як українська [ п ] (МФА /pʼ/). За міжнародним стандартом ISO 9984 транслітерується як p.
Не слід плутати її з літерою пар ფ, яку вимовляють з придихом.

## Історія
| Асомтаврулі | Нусхурі | Мхедрулі |
| ----------- | ------- | -------- |
|             |         |          |

## Юнікод
- Ⴎ : U+10AE
- პ : U+10DE